# Malik Herring
Al'Malik Demichia Herring (Forsyth, 9 novembre 1997) è un giocatore di football americano statunitense che milita nel ruolo di defensive end per i Kansas City Chiefs della National Football League (NFL).

## Carriera

### Kansas City Chiefs
Dopo non essere stato scelto nel Draft NFL 2021, Herring firmò con i Kansas City Chiefs. A inizio stagione fu inserito in lista infortunati per recuperare dalla rottura del legamento crociato anteriore avvenuta durante gli allenamenti del Senior Bowl del college football.
Herring riuscì a entrare nei  53 uomini per l'inizio della stagione regolare 2022 come sesto defensive end nelle gerarchie della squadra. Fece il suo debutto nel terzo turno, mettendo a segno 2 tackle nella sconfitta contro gli Indianapolis Colts. La sua stagione regolare si chiuse con 6 placcaggi e un fumble recuperato in sette presenze, nessuna delle quali come titolare.

## Palmarès
- Super Bowl : 2

Kansas City Chiefs: LVII, LVIII
- American Football Conference Championship: 3

Kansas City Chiefs: 2022, 2023, 2024